# Хорошево (деревня, Гороховецкий район)
Хорошево — деревня в Гороховецком районе Владимирской области России, входит в состав Куприяновского сельского поселения.

## География
Деревня расположена в 4 км на юг от центра поселения деревни Выезд и в 7 км на юг от Гороховца.

## История
В XIX — первой четверти XX века деревня входила в состав Красносельской волости Гороховецкого уезда, с 1926 года — в составе Гороховецкой волости Вязниковского уезда. В 1859 году в деревне числилось 10 дворов, в 1905 году — 21 двор, в 1926 году — 25 дворов.
С 1929 года деревня входила в состав Малиновского сельсовета Гороховецкого района, с 1940 года — в составе Куприяновского сельсовета, с 2005 года в составе Куприяновского сельского поселения.

## Население
| 1859 | 1905 | 1926 | 2002 | 2010 | 2021 |
| ---- | ---- | ---- | ---- | ---- | ---- |
| 59   | ↗172 | ↘117 | ↘15  | ↘10  | ↗14  |